# Alemayehu Teodoro
Alemayehu Teodoro (in amarico አለማየሁ ቴዎድሮስ, Ālemayehu Tēwodros; Amba Mariam, 23 aprile 1861 – Leeds, 14 novembre 1879) è stato un principe etiope, figlio di Teodoro II d'Etiopia.

## Biografia
Il principe Alemayehu nacque ad Amba Mariam nel 1861, figlio dell'imperatore Teodoro II e dell'imperatrice consorte Tiruwork Wube. Rimase orfano di entrambi i genitori nel 1868: il padre si suicidò in seguito alla sconfitta nella battaglia di Magdala, la madre morì durante il viaggio da Amba Mariam a Zula, dove era intenzionata a partire per l'Inghilterra insieme al figlio. La decisione di portare Alemayehu nel Regno Unito era stata presa da Teodoro II prima di morire, temendo che il figlio potesse essere assassinato da qualche pretendente al trono imperiale. Nonostante le richieste della madre, Robert Napier, I barone Napier di Magdala affidò il principe alle cure del capitano Tristram Speedy, che ne divenne il tutore. Dopo essere giunto ad Alessandria con il piccolo Alemayehu, l'intero entourage imperiale etiope fu congedato da Speedy, che portò il bambino sull'Isola di Wight.
Sull'isola, Alemayehu fece la conoscenza della regina Vittoria a Osborne House. La sovrana prese a cuore le sorti del principe, che successivamente si trasferì in India con il capitano Speedy e la moglie. Tuttavia, il governo inglese stabilì che Alemayehu dovesse essere educato in Inghilterra e il bambino fu mandato prima alla Lockers Park School e poi a Cheltenham per essere educato da Thomas Jex-Blake, preside del Cheltenham College. Nel 1875 cominciò a studiare alla Rugby School e nel 1878 si immatricolò nella scuola per ufficiali di Sandhurst, il Royal Military College. Il principe fu molto infelice a Sandhurst, tanto che dopo solo un anno fu trasferito a Leeds affinché vivesse con Cyril Ransome, suo precettore alla Rugby School. Entro pochi giorni dal suo arrivo a Leeds, Alemayehu contrasse la pleurite che lo portò alla morte sei settimane più tardi all'età di diciotto anni. La regina Vittoria accolse con tristezza la notizia della morte del principe etiope, commentando nel suo diario:
La regina fece portare la salma del principe al castello di Windsor, dove ricevette le esequie funebri nella Cappella di San Giorgio. Nonostante il principe sia ricordato da una targa commemorativa nella navata della cappella, in realtà il corpo di Alemayehu è sepolto in una cripta di mattoni fuori da San Giorgio. Nel 2015 e nel 2018 la Corona ha respinto le richieste del governo etiope per la restituzione della salma; tuttavia, nel settembre 2023 una ciocca dei capelli di Alemayehu è stata consegnata all'ambasciatore etiope nel Regno Unito, insieme ad altri beni trafugati dagli inglesi nel palazzo reale di Amba Mariam.